# Jiyū-kumite
Jiyū-kumite (jap. 自由組み手) – odmiana sparingu w japońskich sztukach walki, w której atakujący i broniący nie przeprowadzają uzgodnionych ataków, lecz próbują pokonać przeciwnika dowolną kombinacją ciosów, kopnięć, rzutów. Jest to najtrudniejsza forma kumite.